# Geovanis Cassiani
Geovanis Cassiani Gómez, manchmal auch Giovanni Cassiani, (* 10. Januar 1970 in Turbo) ist ein ehemaliger kolumbianischer Fußballspieler. Der Innenverteidiger spielte fünf Mal für die Nationalmannschaft.

## Karriere

### Verein
Geovanis Cassiani begann seine Profikarriere 1988 bei Atlético Nacional und wechselte 1993 zu América de Cali. Mit Nacional gewann er 1989 die Copa Libertadores und 1991 seine einzige kolumbianische Meisterschaft. Nach seiner Zeit in Cali lief er noch für Deportes Tolima auf und kehrte 2000 nach Medellín zurück, wo er erst für den Envigado FC auflief und sein letztes Karrierejahr wieder bei Atlético Nacional verbrachte.

### Nationalmannschaft
Cassiani spielte in fünf Freundschaftsspielen für Kolumbien. Er debütierte im Februar 1993 gegen Venezuela, nachdem er bereits bei den Cafeteros im Kader für die Fußball-Weltmeisterschaft 1990 gestanden hatte, allerdings ohne Einsatz geblieben war. Sein letztes Spiel im Nationaldress bestritt er im Mai 1996 gegen Schottland.
Zuvor hatte er bereits für die U20-Nationalmannschaft bei der Junioren-Fußballweltmeisterschaft 1989 gespielt und an den Olympischen Spielen in Barcelona 1992 teilgenommen.

## Erfolge
Atlético Nacional
- Kolumbianischer Meister: 1991
- Copa-Libertadores-Sieger: 1989

## Sonstiges
Sein älterer Bruder Francisco Cassiani ist ebenfalls ehemaliger Fußballspieler, der auch in der Nationalmannschaft spielte.